# Советская помощь Турецкой Республике
Советская помощь Турецкой Республике — финансовая, военная и материальная помощь национально-освободительным силам Турции во главе с Мустафой Кемалем Ататюрком, обеспечившая сохранение турецкой государственности после военного поражения Османской империи в Первой мировой войне и начавшегося раздела её территории между странами-победительницами по Мудросскому перемирию.

## Формирование движения во главе с Мустафой Кемалем
Подписание султанским правительством Мудросского перемирия (капитуляции Османской империи перед странами Антанты) 30 октября 1918 года означало фактический раздел государства между победителями. В ноябре 1918 года столица империи Константинополь была оккупирована войсками Антанты.
Турецкий генерал Мустафа Кемаль, прибывший 19 мая 1919 года в Самсун в качестве инспектора 9-й армии с поручением контролировать ход разоружения турецкой армии, выступил перед молодёжью и объявил мобилизацию против оккупационных войск.
22 июня 1919 года в Амасье он обнародовал циркуляр (Amasya Genelgesi), который гласил, что независимость страны находится под угрозой, а также объявлял созыв депутатов на Сивасский конгресс.
8 июля 1919 года Кемаль уволился из османской армии. 23 июля — 7 августа 1919 года в Эрзуруме состоялся съезд (Erzurum Kongresi) шести восточных вилайетов империи, за которым последовал Сивасский конгресс, проведённый с 4 по 11 сентября 1919 года. Султанское правительство пыталось противодействовать Мустафе Кемалю, издав 3 сентября 1919 года указ об его аресте, однако безуспешно. 27 декабря 1919 года Мустафу Кемаля с ликованием встретили жители Ангоры (Анкара).
28 января 1920 года в Константинополе вновь избранная палата депутатов, большинство в которой составили сторонники кемалистского движения, приняла «Декларацию независимости Турции», более известную как Национальный турецкий пакт, или Национальный обет. В ответ на это державы Антанты 16 марта 1920 года начали занимать ключевые здания Константинополя и арестовывать турецких националистов, которые потом были высланы на Мальту. 18 марта османский парламент выразил протест против этих действий и был разогнан.
19 марта находившийся в Анкаре Мустафа Кемаль-паша послал всем губернаторам провинций и военным командующим циркулярную телеграмму, предложив им принять участие в «формировании ассамблеи, которая бы имела чрезвычайную власть в вопросах, связанных с управлением нацией». Султанское правительство, ставшее марионеткой интервентов, было полностью дискредитировано. Альтернативой ему стало собравшееся в Анкаре 23 апреля 1920 года Великое национальное собрание Турции (ВНСТ). Мустафа Кемаль был избран председателем президиума парламента и главой правительства Великого национального собрания, которое на тот период не признавалось ни одной из держав.

## Предложение альянса Советской России
Мустафа Кемаль прекрасно понимал, что Турции не удастся отстоять свою независимость без новой регулярной армии, которую надо было финансировать и вооружать. После Мудросского перемирия все запасы вооружений турецкой армии были конфискованы войсками Антанты.
26 апреля Мустафа Кемаль обратился к председателю СНК РСФСР В. И. Ленину с предложением установить дипломатические отношения и разработать общую военную стратегию на Кавказе, чтобы защитить Советскую Россию от «империалистической» опасности в Причерноморье и на Кавказе. Эта стратегия касалась преодоления так называемого кавказского барьера, созданного дашнаками, грузинскими меньшевиками и Англией как препятствие для развития отношений между Советской Россией и кемалистами. Дашнакская Армения не позволяла транспортировать грузы в Турцию через свою территорию, а доставка помощи по Чёрному морю затруднялась присутствием кораблей стран Антанты.
Кемаль заявлял, что «Турция обязуется бороться совместно с Советской Россией против империалистических правительств для освобождения всех угнетённых, <…> изъявляет готовность участвовать в борьбе против империалистов на Кавказе и надеется на содействие Советской России для борьбы против напавших на Турцию империалистических врагов». В письме были изложены основные принципы внешней политики ВНСТ: провозглашение независимости Турции; включение в состав турецкого государства бесспорно турецких территорий; предоставление всем территориям со смешанным населением права определить свою судьбу; передача вопроса о проливах конференции прибрежных черноморских государств; отмена режима капитуляций и экономического контроля со стороны иностранных государств; ликвидация всякого рода сфер иностранного влияния. В обмен на дружбу генерал просил предоставить Турции военную и финансовую помощь.
В частности, в письме Мустафы Кемаля предлагалось:
«Первое. Мы принимаем на себя обязательство соединить всю нашу работу и все наши военные операции с Российскими большевиками…
Второе. Если Советские силы предполагают открыть военные операции против Грузии или дипломатическим путем, посредством своего влияния заставят Грузию войти в союз и предпринять изгнание англичан с территории Кавказа, Турецкое Правительство берет на себя военные операции против империалистической Армении и обязывается заставить Азербайджанскую Республику войти в круг Советских государств.
Третье. Чтобы, во-первых, изгнать империалистические силы, которые занимают нашу территорию, населенную нашим народом и, во-вторых, чтобы укрепить нашу внутреннюю силу, для продолжения нашей общей борьбы против империализма мы просим Советскую Россию в виде первой помощи дать нам пять миллионов турецких лир золотом, оружие и боевые припасы в количестве, которое должно выяснить при переговорах и, кроме того, некоторые военно-технические средства и санитарный материал, а также продовольствие для наших войск, которые согласно требованию Советской власти должны будут оперировать на Востоке».
Советскому правительству импонировала идея национально-освободительной борьбы против империализма, хотя оно опасалось, что турецкие националисты могут объединиться с союзниками и направить полученное от Москвы оружие против неё. Г. В. Чичерин призывал соблюдать при переговорах с Турцией осторожность. Однако существовала и другая опасность: что в дополнение к республикам Армении и Грузии, уже находившимся под влиянием Англии и США, к антироссийскому фронту может примкнуть и турецкая Анатолия.

## Миссия Халиль-паши в Москве
Поскольку в апреле 1920 года, разгромив на Северном Кавказе остатки Вооружённых Сил Юга России, части 11-й армии РККА РСФСР. используя прекрасные условия создавшиеся победами повстанческой Армии Свободы Дагестана (Д. Коркмасов), таким образом разрушившего препятствие Антанты в недопущении «южного коридора» и, тем самым, предоставивших образование смычки Москва-Баку-Анкара, и в соответствии политической доктрине и Приказа Главковерха РСФСР, перешли со стороны Дагестана северную границу Азербайджана, а 28 апреля власть в республике взял в свои руки Азревком, провозгласивший Азербайджанскую Социалистическую Советскую Республику, это обеспечило коридор для проезда тайного эмиссара кемалистского правительства Халиль-паши для переговоров с советским правительством.
Уже 28 апреля перед отъездом в Москву он телеграфировал по поручению Ататюрка руководителю Даг. Республики Дж. Коркмасовым испрашивая у него согласия на посещение Дагестана по пути в Москву, встречи и консультаций относительно перспектив развития советско-турецких отношений.
Получив согласие Коркмасова, предварительно обсудившего эти вопросы с Орджоникидзе и Центром на обсуждению этого политического вопроса, Халил паша, посетил Теми-Хан-Шуру (ныне Буйнакск).
Переговоры в Шуре имели самый благоприятный исход.
В сопровождении одного из видных деятелей Турции доктора Фуада Сабит-бея, а также представителя Сов. Обороны Дагестана А. Скачко (ещё в январе 1920 г. посланный в ставку М. Кемаля из Дагестана) и группы турецких офицеров, Халил паша в середине мая прибыл в Москву.
Халиль-паша выехал на переговоры ещё до учредительного заседания ВНСТ, сразу после Эрзерумского Конгресса и как его делегат выполнявший его политическую волю, поэтому формально у него не было мандата государства.
Однако 30 апреля в интервью Российскому телеграфному агентству он рассказал, в каком тяжёлом положении оказалась Турция после Мудросского соглашения Турция: англичане оккупировали Стамбул, Греции был предоставлен контроль побережья вокруг Измира (со значительным греческим населением), Франции — Сирия. Халиль-паша заверял, что 10-миллионное население Малой Азии склоняется в сторону советского строя, однако «новое правительство ощущает недостаток в оружии и боевых припасах». Миссия турецкой делегации в Москву направлена на получение «тем или иным путем некоторого количества боевых припасов у Советской России, а если удастся, заключить оборонительный союз против Антанты».
В середине мая Халил-паша, доктор Фуад Сабит-бей и др. уже были в столице России. 15 мая обсудило вопрос «О Халил-паше» и одобрило предложения Чичерина по переговорам, намеченным на следующий день. Политбюро вынесло решение официально выяснить мнение Г.Орджоникидзе и, если Г.Чичерин сочтет нужным, организовать встречу Халил-паши с Лениным.
После обсуждения вопроса о миссии Халиль-паши на заседании Политбюро ЦК РКП (б) 15 мая на следующий день, 16 мая 1920 года, в Наркомате иностранных дел начались переговоры, длившиеся более трёх часов. По их итогам Г.Чичерин доложил Ленину, что учитывая то, что основное население Турции — это крестьянство и мелкая буржуазия, а крупная буржуазия представлена армянами и греками, «возможно введение там Советской Республики, но это будут не наши Советы, ибо каждый крестьянин любит свой участок и лишь постепенно можно будет популяризировать коммунизм в деревне». Программу Халиль-паши Чичерин назвал «доктриной Монро» для Азии — турецкий эмиссар на словах пообещал не только дружбу Советской России, но и посылку турецких партизан в Персию, поддержку политики Советской России через агентов в Афганистане и в Индии.
3 июня в Москве было получено письмо Мустафы Кемаля от 26 апреля. По указанию В. И. Ленина 4 июня НКИД направил письмо турецкому правительству. В нём говорилось, что «Советское правительство протягивает руку дружбы всем народам мира, оставаясь неизменно верным своему принципу признания за каждым народом права на самоопределение. Советское правительство с живейшим интересом следит за героической борьбой, которую ведёт турецкий народ за свою независимость и суверенитет, и в эти дни, тяжёлые для Турции, оно счастливо заложить прочный фундамент дружбы, которая должна объединить турецкий и русский народы». В письме указывалось, что ВНСТ путем дипломатических переговоров установит точные границы с Арменией с Персией «на основах справедливости и самоопределения народов», а Советское правительство готово выступить посредником на них. Нарком иностранных дел предложил Мустафе Кемалю установить дипломатические и консульские отношения.
8 июня 1920 года Политбюро ЦК РКП (б) приняло решение оказать помощь правительству Мустафы Кемаля оружием и золотом и дало поручение направить в Анкару дипломатического представителя. Согласно предложения НКИДа Политбюро ЦК, рассмотрев в заседании от 18 июня (Прот.№ 18) Постановило — «Удовлетворить НКИД об откомандировании т. Элиава в качестве нашего дипломатического и военного представителя при Турецком Национальном Правительстве Кемаль-паши».
1-м Советником Полпредства дипломатической миссии РСФСР в Турции был назначен Дж. Коркмасов, ставший, как и Элиава, сразу за Первым Съездом Народов Востока (Баку, сентябрь 1920) и во главе Президиума «Совета действия на Востоке» (сентябрь 1920 г.), которому были переданы соответствующие полномочия по вопросам внешней политики на Ближнем Востоке, Персии и Турции.
Первую партию золота — 620 кг из золотого запаса Российской империи (100 тысяч золотых османских лир), Халиль-паша вместе с советским дипломатическим представителем Я. Я. Упмал-Ангарским 8 сентября доставил в Эрзурум. 200 кг золота было оставлено в распоряжении Восточной армии, а остальные направлены в Анкару и потрачены в первую очередь на жалование государственным служащим и офицерам.
Первая партия оружия и боеприпасов была доставлена в Трабзон в конце сентября 1920 года. В течение месяца турецкая армия получила 3387 винтовок, 3623 ящика с боеприпасами и примерно 3000 штыков. В основном винтовки были трофейными германскими — такими же, что состояли на вооружении турецкой армии. За все годы войны за независимость, согласно официальным турецким данным, поставки Советской Россией вооружения и боеприпасов составили: винтовок — 37 812 штук, пулемётов — 324, патронов — 44 587 ящиков (63 млн); орудий — 66 штук, снарядов — 141 173 штук. В дальнейшем перевозки вооружения, боеприпасов и снаряжения осуществлялись по морю из Новороссийска и Туапсе в Самсун, Трабзон и Инеболу, откуда они переправлялись во внутренние районы Анатолии. Во время освободительной войны в Турции Советская Россия поставила более половины использованных в военных действиях патронов, четверть винтовок и орудий, треть орудийных снарядов. Поскольку у Кемаля не было флота, советские подводные лодки втайне от союзнических кораблей и перевозили из России в Турцию, а иногда и из Турции в Россию дипломатов, золото, секретные донесения, письма.
Также в Турцию была переброшена военная техника бывшей Русской императорской армии, в том числе два миноносца — «Живой» и «Жуткий». Кроме того, Советская Россия поставила оборудование и сырье для строительства двух пороховых фабрик в Турции.
Советская Россия направила новой турецкой армии инструкторов для подготовки агитаторов для политического разложения войск Антанты изнутри и сбора разведданных. Купленные в Германии самолёты беспошлинно доставлялись в Турцию через Россию, через Новороссийский порт на корабле «Шахин». Машины кемалисты применили на анатолийском фронте. Тем же путём в Турцию переправлялось минное и артиллерийское имущество, винтовки и боеприпасы. Известно, что командование 11 армии РККА передало Турции оружие из своих резервов, без указания сверху. Транспорт «Шахин» вместе с судами береговой охраны «Айдин-Рейс» и «Превезе» были ранее направлен на ремонт в Новороссийск кемалистами, на чью сторону перешли команды этих кораблей. По пути они были захвачены в Синопе англичанами и разоружены, однако капитаны смогли совершить побег судов, которые по телеграмме правительства Мустафы Кемаля и указанию В. И. Ленина были встречены РККФ южнее Геленджика и направлены в Новороссийск под охрану советской береговой артиллерии, поставлены на довольствие и перевооружены. Судам присвоили новые названия соответственно: «Луч Востока», «Восставший» и «Шамиль», спрятав таким образом от англичан. . Они были включены в РККФ, однако уже в мае 1921 г. возвращены в Турцию.

## 10 млн золотом на вооружение
11 мая 1920 года правительство Великого национального собрания Турции направило своего народного комиссара иностранных дел Бекира Сами в РСФСР для подготовки общего договора о дружбе и взаимопомощи. Делегация прибыла в Москву 19 июля. 24 июля состоялась встреча Бекира Сами и его заместителя Юсуфа Кемаля с народным комиссаром иностранных дел РСФСР Г. В. Чичериным и его заместителем Л. М. Караханом.
14 августа турецкую делегацию принял В. И. Ленин.
К 24 августа был выработан проект Договора о дружбе, который был положен в основу документа, подписанного 16 марта 1921 года.
В ходе переговоров было также достигнуто соглашение, которое предусматривало предоставление помощи Великому национальному собранию Турции оружием, боеприпасами и золотом, а в случае необходимости — совместными военными действиями. В распоряжение Г. К. Орджоникидзе были немедленно направлены для последующей передачи туркам 6 тыс. винтовок, свыше 5 млн патронов и 17 600 снарядов.
По соглашению от 24 августа денежная помощь Турции была согласована в объёме 10 млн золотых рублей, что соответствовало 7,74 тонны золота дополнительное к уже выделенным 620 кг, о которых договорился во время своей неофициальной миссии Халиль-паша.
В августе 1921 года в Турцию в качестве чрезвычайного и полномочного посла Украинской ССР направляется Михаил Фрунзе. С его появлением военные историки связывают разработку наступательных операций против греков, увенчавшихся первыми победами новой турецкой армии в борьбе с Антантой и султанским правительством.  Оказав помощь кемалистам в организации подавления освободительного движения греков-понтийцев, Фрунзе был поражен количеством жертв этой операции (Геноцид понтийских греков). При помощи советских военных инструкторов Мустафа Кемаль, Исмет-паша и Февзи-паша создали из разобщенных отрядов турецкой армии и партизанских отрядов революционную армию. 
5 января 1922 года на пост полпреда РСФСР в Турции назначается Семен Аралов, которого Ленин напутствует так: «Турки дерутся за свое национальное освобождение. Поэтому ЦК посылает вас туда, как знающего военное дело». Аралов принимает деятельное участие в подготовке генерального наступления против частей Антанты в марте-апреле 1922 года, когда по приглашению Мустафы Кемаля совместно с военным атташе Звонаревым и азербайджанским послом Абиловым совершает поездки в штабы двух турецких армий, пехотные и кавалерийские дивизии, а также тыловые части, раздавая турецким военным памятные подарки с надписью по-турецки: «Турецкому солдату от Красной Армии Советской России». 
27 февраля 1922 г. Политбюро ЦК решило спор между Чичериным и наркомом финансов Г. Я. Сокольниковым о выделении очередной денежной помощи Турции в пользу Чичерина, выделив правительству Мустафы Кемаля ещё 3,5 млн рублей золотом.
В начале 1920-х гг. все республики Советского Союза были обязаны помогать турецким трудящимся. Например, Украина в лице М. В. Фрунзе передала турецким властям в Трапезунде 100 тыс. руб. для открытия приюта для детей, чьи родители погибли во время войны. Аралов передал 20 тыс. золотых турецких лир на приобретение походных типографий и киноустановок для армии. 
По современным данным, Советская Россия пожертвовала для национально-освободительного движения Турции около 80 миллионов турецких лир, что превышает годовой бюджет республики в начале 1920-х гг. и вдвое больше расходов министерства обороны правительства Мустафы Кемаля соответствующего периода.

## Внешнеполитическая поддержка
Посольство РСФСР было торжественно открыто в Анкаре 9 ноября 1920 года. 
Московский договор ( Г.Чичерин, Д. Коркмасов, 16.03.1921 г.) с Советской Россией был первым международным документом Турецкой республики, которая была официально провозглашена лишь 29 октября 1923 года. При посредничестве Советской России также был заключён Карсский мирный договор, установивший границы Турции с закавказскими советскими республиками.
Правительство РСФСР выступило в 1922 году с предложением пригласить представителей правительства Кемаля на Генуэзскую конференцию, что означало для ВНСТ фактическое международное признание.
С ноября 1922 по июль 1923 года в Лозанне прошла международная конференция по Турции, после которой Турция была провозглашена независимым государством во главе с Мустафой Кемалем. Российская делегация встала на этом форуме на сторону Турции в вопросе о возврате Константинополя и проливов, что способствовало смягчению позиции стран Антанты, понимавших, что освободившаяся после Гражданской войны РККА представляет собой грозную силу как союзник Турецкой республики. В итоге все иностранные войска были выведены с территории страны. Однако суверенитет над Черноморскими проливами Турция вернула себе только подписав в 1936 году «Конвенцию Монтрё», при чём СССР был уже полноправным участником, а Турция — вполне окрепшим государством.

## Продолжение военной помощи
В 1925 году Мустафа Кемаль запретил созданную по настоятельному совету советского советника Я.Я.Упмал-Ангарского Коммунистическую партию и другие оппозиционные партии. Лидер коммунистов М.Субхи и его соратники, попытавшиеся выехать из Турции морем, были пойманы и убиты, что стало примером жестокости к оппозиционерам и вошло в историю как «убийство пятнадцати».   
Мустафа Кемаль начал  налаживать контакты с Великобританией и Францией, которые накануне стремились к захвату его страны. Это вызвало резкую реакцию Советского правительства. В 1925 году посол РСФСР в Турции Виноградов в официальной ноте потребовал денонсации Московского договора как заключённого в период слабости Советской России, в результате чего закавказские республики потеряли значительные территории. На это ближайший сподвижник Мустафы Кемаля  Исмет Иненю  ответил замечанием: «Новой стране необходимо придерживаться своих международных обязательств, а через 25 лет Турция, конечно же, возвратит эти территории».   
После прихода к власти в Италии Бенито Муссолини Турция вновь озаботилась вопросом вооружения, направив делегацию в Москву. 6 августа 1926 года состоялись переговоры наркома по военным и морским делам К. Е. Ворошилова и председателя турецкой технической комиссии полковника Эйюп-бея (Дурукана). Эйюп-бей похвалил советскую военную промышленность и выразил желание закупать у СССР оптические приборы и порох.   